# Нейроглобин
Нейроглобин — член семейства глобиновых белков позвоночных, вовлечён в поддержание газового гомеостаза клетки. Это внутриклеточный гемопротеин, экспрессируемый в центральной и периферической нервной системе, сетчатке и эндокринных тканях. Также присутствует в спинномозговой жидкости. Мономер нейроглобина обратимо связывает кислород со сродством, большим, чем у гемоглобина. Также он увеличивает доступность кислорода для ткани мозга и обеспечивает её защиту в случае гипоксии или ишемии, снижая уровень повреждений. Итальянские исследователи предположили, что нейроглобин может играть роль сенсора стресса, реагируя на соотношение O2/NO посредством конформационного изменения при связывании с одной из этих молекул и опосредуя некий сигнал.
Изначально нейроглобины обнаруживали только в нейронах позвоночных, но в 2013 году он был также обнаружен в нейронах беспозвоночных и протистов:  у  Acoelomorpha, медуз, губок и хоанофлагеллат. Помимо нейронов, нейроглобин можно обнаружить в астроцитах при некоторые патологиях головного мозга грызунов, а в норме — в мозге морского котика. Нейроглобин — очень древний белок. Полагают, что он является предшественником всего семейства глобиновых белков как у первично-, так и у вторичноротых.
Впервые нейроглобин был обнаружен Торстеном Бармистером из Майнцского университета Иоганна Гутенберга в 2000 году (Thorsten Burmester et al., 2000).
Трёхмерная структура человеческого нейроглобина была определена в 2003 году. Годом позже была получена структура мышиного нейроглобина с ещё большим разрешением.

## См.также
- Цитоглобин
- Гемоглобин
- Леггемоглобин
- Миоглобин
- Цереброспинальная жидкость

## Внешние ссылки
- MeSH neuroglobin

т